# Geography
Geography är den belgiska EBM-gruppen Front 242:s debutalbum, utgivet i september 1982.

## Låtförteckning
| Nr           | Titel            | Längd |
| ------------ | ---------------- | ----- |
| 1.           | Operating Tracks | 3:48  |
| 2.           | With Your Cries  | 2:45  |
| 3.           | Art & Strategy   | 2:16  |
| 4.           | Geography II     | 1:10  |
| 5.           | U-Men            | 3:15  |
| 6.           | Dialogues        | 2:06  |
| 7.           | Least Inkling    | 2:26  |
| 8.           | Gvdt             | 2:57  |
| 9.           | Geography I      | 2:14  |
| 10.          | Black White Blue | 4:21  |
| 11.          | Kinetics         | 2:05  |
| 12.          | Kampfbereit      | 3:21  |
| 13.          | Ethics           | 2:29  |
| 14.          | Principles       | 4:43  |
| 15.          | Body to Body     | 4:13  |
| Total längd: | Total längd:     | 44:09 |